# شادروان (فیلم)
شادروان فیلمی ایرانی به کارگردانی و نویسندگی حسین نمازی محصول سال ١۴٠٠ است. این فیلم دومین اثر حسین نمازی در مقام کارگردان است. بازیگران آن سینا مهراد، گلاره عباسی، نازنین بیاتی، بهرنگ علوی، رؤیا تیموریان، رضا رویگری و بهرام ابراهیمی هستند.

## خلاصهٔ داستان
شادروان به دردسرهای یک خانواده پس از فوت ناگهانی پدرشان می‌پردازد. خانوادهٔ آن‌ها که در حاشیهٔ شهر زندگی می‌کنند درآمدی جز فروش سبزی ندارند و حالا با درگذشت پدرشان ماجراهای تازه‌ای برایشان به وجود می‌آید.

## بازیگران
| بازیگر         | نقش       |
| -------------- | --------- |
| سینا مهراد     | نادر      |
| نازنین بیاتی   | پری       |
| گلاره عباسی    | آهو       |
| بهرنگ علوی     | دایی اسد  |
| رؤیا تیموریان  | نازی      |
| رضا رویگری     | حسن       |
| بهرام ابراهیمی | رئیس شعبه |
| ایمان برات‌پور  | کریم      |
| محسن مهری      | احمد      |
| سجاد رضایی     | حسین      |
| حافظ نبی‌زاده   | جمشید     |
| بهناز نادری    | مهتاب     |
| اعظم کبودیان   | نسرین     |
| فرناز صالح تاش | صدیقه     |
| آیلین جاهد     | زینت      |
| الهه افشاری    |           |
| بابک جعفریه    |           |
| مریم افشار     |           |
| محمدموسی اکبری |           |

## جوایز و افتخارات
| جایزه                        | رده               | نامزد          | نتیجه    | منبع  |
| ---------------------------- | ----------------- | -------------- | -------- | ----- |
| چهلمین دوره جشنواره فیلم فجر | بهترین چهره‌پردازی | امید گلزاده    | برنده    | [ ۳ ] |
| چهلمین دوره جشنواره فیلم فجر | بهترین طراحی لباس | فاطمه صفری‌زاده | نامزدشده | [ ۳ ] |
| چهلمین دوره جشنواره فیلم فجر | بهترین صدابرداری  | بابک اردلان    | نامزدشده | [ ۳ ] |